# Politikåret 1898

## Årets händelser
- 17 februari - Johannes Wilhelm Christian Steen efterträder Georg Francis Hagerup som Norges statsminister.[1]
- 30 juni - Luigi Pelloux efterträder Antonio di Rudinì som Italiens konseljpresident.[2]
- 17 november – Kung Oscar II av Sverige godkänner den norska flagglagen, som leder till att unionsmärket avlägsnas ur den norska handelsflaggan från 1899.[3]
- 10 december – Spansk-amerikanska kriget slut då USA och Spanien sluter fred vid ett avtal i Paris i Frankrike. Spanien avträder flera utomeuropeiska områden till USA.

## Avlidna
- 19 maj – William Ewart Gladstone, brittisk politiker, Storbritanniens premiärminister 1868–1874, 1880–1885, 1886 och 1892–1894.

### Fotnoter
1. ↑  ”Norway” (på engelska). World Statesmen. http://www.worldstatesmen.org/Norway.htm. Läst 29 juli 2015.
2. ↑  ”Italy” (på engelska). World Statesmen. http://www.worldstatesmen.org/Italy.htm. Läst 31 juli 2015.
3. ↑  ”Unionsopplösningen”. Det offisielle norske nettstedet i Sverige. Arkiverad från originalet den 1 mars 2015. https://web.archive.org/web/20150301105840/http://www.norge.se/Arkiv/Old_web/1905_2005/sweden/union/#.VPDJaPmG8bw. Läst 27 februari 2015.